# Тайгете (супутник)
Тайгете (дав.-гр. Ταϋγέτη), (англ. Taygete) або Юпітер XX — нерегулярний супутник Юпітера. 

## Відкриття
Його було відкрито командою астрономів із Гавайського університету під керівництвом Скота Шепарда (англ. Scott S. Sheppard) в 2000 році, і тимчасово присвоєно ім'я S/2000 J9, яке було змінено після присвоєння сучасного імені 22 жовтня 2000 року. Названо на честь однієї з плеяд Тайгети з давньогрецької міфології.

## Фізична та орбітальні характеристики
Діаметр супутника становить приблизно 5 кілометра, повний оберт навколо орбіти Юпітера на середній відстані в 23 363 000 км за 732,41 дня з нахилом 165° до екліптики (163° до екватора Юпітера), рухається в зворотному напрямку з ексцентриситетом 0,2518°. Густина оцінюється приблизно в 2,6 г/см3. Можливо складається з силікатних порід. Дуже темна поверхня має альбедо 0,04.
Супутник належить до групи Карме, що складається з нерегулярних ретроградних орбіті супутників, що обертаються навколо Юпітера на відстані в діапазоні між 22,9 до 24,1 гм від Юпітера; нахил орбіти між приблизно 164,9 до 165,5 градусів, ексцентриситет між 0,23 до 0,27